# Siesartis (přítok Šešupė)
Siesartis je řeka v Litvě, v Suvalkiji, v okrese Šakiai. u vsi Naidynė, 30 km na západ od Kaunasu. Teče převážně směrem západním na území okresu Šakiai. U vsi Slavikai se na říční hranici s Kaliningradskou oblastí Ruska vlévá do řeky Šešupė jako její pravý přítok, 77,7 km od jejího ústí do Němenu. Rozložení ročního průtoku: jaro - 50%, léto - 6%, podzim - 16%, zima - 28%. V suchém létě místy vysychá.

## Obce při řece

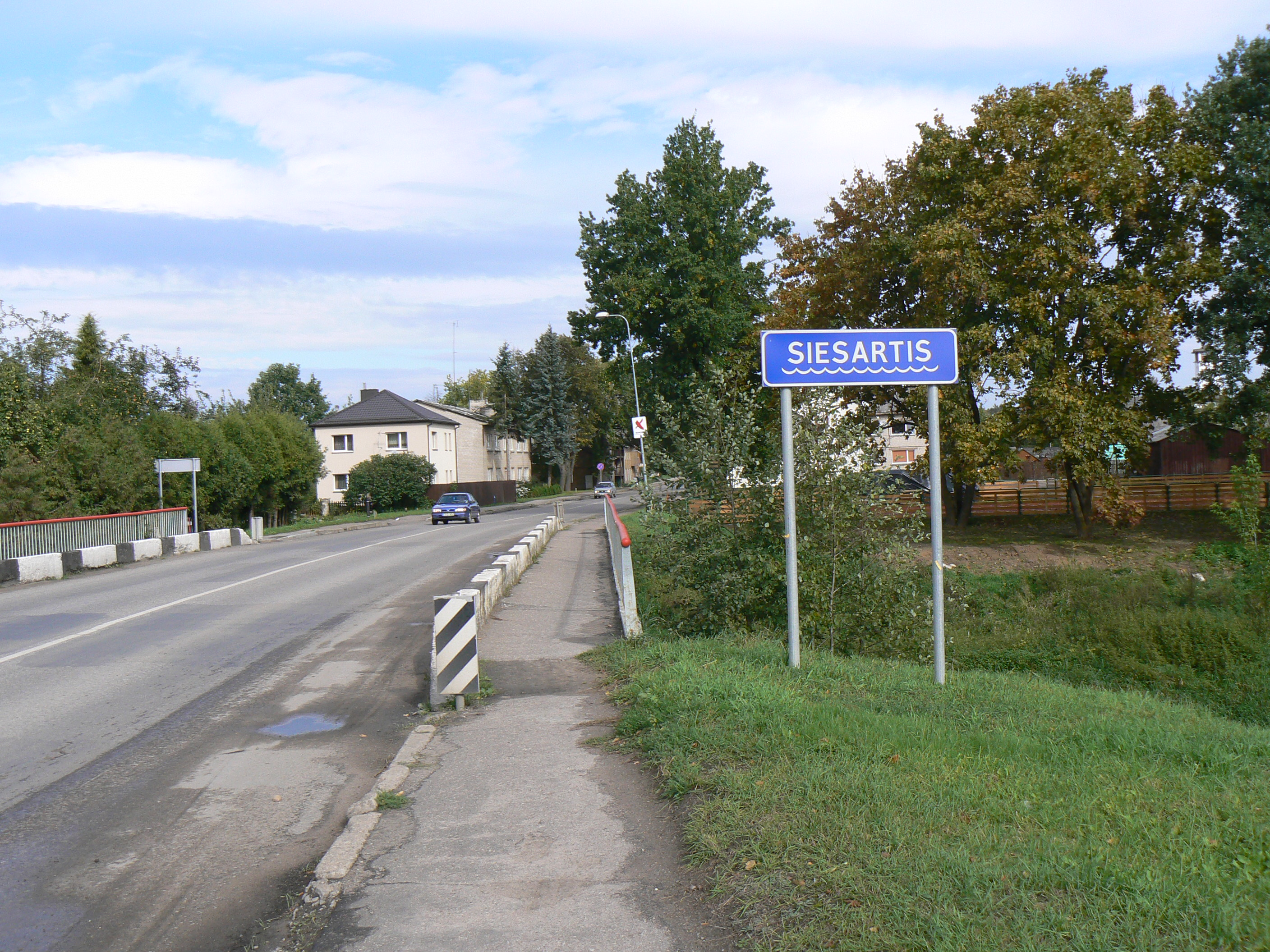
Most silnice č. 138 přes řeku Siesartis ve městě Šakiai

Naidynė, Gerdžiai, Akmenynė, Spruktiškė, Kerai, Liepalotai, Lukšiai, Girėnai, okresní město Šakiai, Valiai, Pyragiai, Duobiškėliai, Duobiškiai, Baltkojai, Vabališkiai, Gotlybiškiai, Endrikiai, Būtviliškiai, Juškakaimiai, Slavikai.

## Přítoky
- Levé:

| Hydrologické pořadí | Řeka      | Délka (km) | Povodí (km²) | Vzdálenost od ústí (km) | Ústí kde     | Koordináty ústí |
| ------------------- | --------- | ---------- | ------------ | ----------------------- | ------------ | --------------- |
| 15010722            | Samanupis | 2,9        | 3,8          | 51,4                    | Kerai        |                 |
| 15010724            | Žvikinė   | 7,0        | 13,9         | 48,9                    | Liepalotai   |                 |
| 15010727            | Vilkupis  | 2,7        | 3,3          | 43,2                    | Lukšiai      |                 |
| 15010729            | Jurgupis  | 3,9        | 3,8          | 40,7                    | Miliškiai    |                 |
| 15010731            | S - 1     | 3,2        | 4,3          | 37,7                    |              |                 |
| 15010732            | Skardupis | 4,5        | 6,5          | 10,1                    | Gotlybiškiai |                 |

- Pravé

| Hydrologické pořadí | Řeka                                 | Délka (km) | Povodí (km²) | Vzdálenost od ústí (km) | Ústí kde     | Koordináty ústí |
| ------------------- | ------------------------------------ | ---------- | ------------ | ----------------------- | ------------ | --------------- |
| 15010721            | Purvė                                | 6,1        | 6,0          | 51,9                    | Kerai        |                 |
| 15010723            | Liepalotas                           | 4,6        | 6,3          | 49,9                    | Liepalotai   |                 |
| 15010725            | Lenkupys                             | 9,3        | 25,6         | 43,4                    | Lukšiai      |                 |
| 15010728            | Krioklys neboli Kriokupis, Kriokupys | 6,5        | 7,8          | 42,2                    | Lukšiai      |                 |
| 15010733            | Juodupis                             | 4,4        | 8,7          | 5,6                     | Būtviliškiai |                 |

## Jazykové souvislosti
Siesartis je v litevštině na rozdíl od češtiny rodu ženského, číslo jednotné.